# Kipatimu
Kipatimu è una circoscrizione rurale (rural ward) della Tanzania situata nel distretto di Kilwa, regione di Lindi. Conta una popolazione di 14 606 abitanti (censimento 2012).